# Agaricus fiardii
Agaricus fiardii är en svampart som beskrevs av Pegler 1983. Agaricus fiardii ingår i släktet champinjoner och familjen Agaricaceae.   Inga underarter finns listade i Catalogue of Life.